# Carstwo Tyrnowskie
Carstwo Tyrnowskie – państwo bułgarskie powstałe w XIII wieku, ze stolicą w Tyrnowie. Rozkwit państwa przypada na panowanie carów Kałojana (1197-1207) i Iwana Asena II (1218-41). Od połowy XIII wieku rozpoczął się powolny upadek państwa spowodowany zagrożeniem ze strony imperium mongolskiego i osmańskiego. W 1393 stolica państwa została zdobyta przez sułtana Bajazyda I, co położyło kres istnieniu tego państwa.